# Campionati mondiali di nuoto in vasca corta 2022 - 100 metri rana femminili
La gara dei 100 metri rana femminili dei campionati mondiali di nuoto in vasca corta 2022 si è svolta il 14 e 15 dicembre 2022. Al mattino del 14 dicembre si sono svolte le batterie e nella serata le semifinali, mentre la finale si è disputata nella serata del 15 dicembre.

## Podio
| Pos.    | Atleta       | Nazione     |
| ------- | ------------ | ----------- |
| Oro     | Lilly King   | Stati Uniti |
| Argento | Tes Schouten | Paesi Bassi |
| Bronzo  | Anna Elendt  | Germania    |

## Record
Prima della manifestazione il record del mondo (RM) e il record dei campionati (RC) erano i seguenti.
|                | 1'02"36                 |         |                      |
| Rūta Meilutytė | 12 ottobre 2013 Mosca   |         |                      |
| Alia Atkinson  | 6 dicembre 2014 Doha    |         |                      |
| Alia Atkinson  | 26 agosto 2016 Chartres |         |                      |
| Alia Atkinson  |                         | 1'02"36 | 6 dicembre 2014 Doha |

Durante la competizione non sono stati migliorati record.

## Risultati

### Batterie
| Pos. | Batteria | Corsia | Atleta                | Nazionalità                   | Tempo       | Note |
| ---- | -------- | ------ | --------------------- | ----------------------------- | ----------- | ---- |
| 1    | 7        | 4      | Rūta Meilutytė        | Lituania                      | 1'03"81     | Q    |
| 2    | 5        | 6      | Lara van Niekerk      | Sudafrica                     | 1'03"93     | Q    |
| 3    | 5        | 4      | Lilly King            | Stati Uniti                   | 1'03"94     | Q    |
| 4    | 6        | 4      | Tang Qianting         | Cina                          | 1'04"07     | Q    |
| 5    | 5        | 3      | Tes Schouten          | Paesi Bassi                   | 1'04"22     | Q    |
| 6    | 5        | 5      | Anna Elendt           | Germania                      | 1'04"53     | Q    |
| 7    | 6        | 2      | Mai Fukasawa          | Giappone                      | 1'04"57     | Q    |
| 8    | 6        | 5      | Reona Aoki            | Giappone                      | 1'04"58     | Q    |
| 9    | 7        | 5      | Sophie Hansson        | Svezia                        | 1'04"64     | Q    |
| 10   | 7        | 1      | Sydney Pickrem        | Canada                        | 1'04"73     | Q    |
| 11   | 6        | 8      | Thea Blomsterberg     | Danimarca                     | 1'04"74     | Q    |
| 12   | 4        | 4      | Imogen Clark          | Gran Bretagna                 | 1'05"05     | Q    |
| 13   | 6        | 3      | Benedetta Pilato      | Italia                        | 1'05"21     | Q    |
| 14   | 7        | 2      | Ida Hulkko            | Finlandia                     | 1'05"25     | Q    |
| 15   | 5        | 2      | Charlotte Bonnet      | Francia                       | 1'05"28     | Q    |
| 15   | 7        | 7      | Yang Chang            | Cina                          | 1'05.28     | Q    |
| 17   | 6        | 7      | Jenna Strauch         | Australia                     | 1'05"30     |      |
| 18   | 5        | 7      | Andrea Podmaníková    | Slovacchia                    | 1'05"31     |      |
| 19   | 7        | 8      | Florine Gaspard       | Belgio                        | 1'05"49     |      |
| 20   | 6        | 6      | Annie Lazor           | Stati Uniti                   | 1'05"51     |      |
| 21   | 5        | 8      | Lisa Mamié            | Svizzera                      | 1'05"56     |      |
| 22   | 4        | 7      | Macarena Ceballos     | Argentina                     | 1'05"62     |      |
| 23   | 4        | 5      | Klara Thormalm        | Svezia                        | 1'05"85     |      |
| 24   | 4        | 6      | Rachel Nicol          | Canada                        | 1'05"91     |      |
| 25   | 4        | 8      | Maria Romanjuk        | Estonia                       | 1'06"26     |      |
| 26   | 1        | 1      | Tara Vovk             | Slovenia                      | 1'06"29     |      |
| 26   | 7        | 6      | Chelsea Hodges        | Australia                     | 1'06"29     |      |
| 28   | 6        | 1      | Letitia Sim           | Singapore                     | 1'06"49     |      |
| 29   | 4        | 2      | Kristýna Horská       | Rep. Ceca                     | 1'06"57     |      |
| 30   | 5        | 1      | Veera Kivirinta       | Finlandia                     | 1'06"59     |      |
| 31   | 3        | 5      | Moon Su-a             | Corea del Sud                 | 1'06"96     |      |
| 32   | 4        | 3      | Lena Kreundl          | Austria                       | 1'07"15     |      |
| 33   | 3        | 7      | Thanya Dela Cruz      | Filippine                     | 1'07"17     |      |
| 34   | 3        | 1      | Mary Connolly         | Isole Cook                    | 1'07"66     |      |
| 35   | 3        | 4      | Stefanía Gómez        | Colombia                      | 1'08"71     |      |
| 36   | 3        | 6      | Lam Hoi Kiu           | Hong Kong                     | 1'09"04     |      |
| 37   | 3        | 3      | Adelaida Pchelintseva | Kazakistan                    | 1'09"42     |      |
| 38   | 1        | 7      | Chen Pui Lam          | Macao                         | 1'09"79     |      |
| 39   | 3        | 2      | Nàdia Tudó            | Andorra                       | 1'11"31     |      |
| 40   | 2        | 5      | Victoria Russell      | Bahamas                       | 1'11"56     |      |
| 41   | 2        | 1      | Jayla Pina            | Capo Verde                    | 1'12"72     |      |
| 42   | 1        | 6      | Chahat Arora          | India                         | 1'13"13     |      |
| 43   | 2        | 7      | Asia Kent             | Gibilterra                    | 1'13"80     |      |
| 44   | 2        | 8      | Kelera Mudunasoko     | Figi                          | 1'13"86     |      |
| 45   | 2        | 6      | Marina Abu Shamaleh   | Palestina                     | 1'13"92     |      |
| 46   | 3        | 8      | Krista Jurado         | Guatemala                     | 1'14"13     |      |
| 47   | 2        | 2      | Lara Dashti           | Kuwait                        | 1'14"61     |      |
| 48   | 2        | 3      | Emilie Grand'Pierre   | Haiti                         | 1'15"19     |      |
| 49   | 1        | 4      | Maria Batallones      | Isole Marianne Settentrionali | 1'18"08     |      |
| 50   | 1        | 5      | Mariama Touré         | Guinea                        | 1'33"89     |      |
| 51   | 1        | 2      | Batourou Touré        | Mali                          | 1'49"99     |      |
| 52   | 1        | 3      | Salima Ahmadou        | Niger                         | 1'58"58     |      |
| DNS  | 2        | 4      | Ramudi Samarakoon     | Sri Lanka                     | Non partita |      |
| DNS  | 4        | 1      | Silje Slyngstadli     | Norvegia                      | Non partita |      |
| DNS  | 7        | 3      | Kotryna Teterevkova   | Lituania                      | Non partita |      |

### Semifinali
| Pos. | Batteria | Corsia | Atleta            | Nazionalità   | Tempo   | Note |
| ---- | -------- | ------ | ----------------- | ------------- | ------- | ---- |
| 1    | 2        | 5      | Lilly King        | Stati Uniti   | 1'03"33 | Q    |
| 2    | 2        | 4      | Rūta Meilutytė    | Lituania      | 1'03"40 | Q    |
| 3    | 1        | 6      | Reona Aoki        | Giappone      | 1'04"13 | Q    |
| 4    | 2        | 3      | Tes Schouten      | Paesi Bassi   | 1'04"31 | Q    |
| 5    | 1        | 4      | Lara van Niekerk  | Sudafrica     | 1'04"36 | Q    |
| 5    | 1        | 5      | Tang Qianting     | Cina          | 1'04"36 | Q    |
| 7    | 2        | 6      | Mai Fukasawa      | Giappone      | 1'04"45 | Q    |
| 8    | 1        | 3      | Anna Elendt       | Germania      | 1'04"46 | Q    |
| 9    | 1        | 1      | Ida Hulkko        | Finlandia     | 1'04"85 |      |
| 10   | 2        | 2      | Sophie Hansson    | Svezia        | 1'04"88 |      |
| 11   | 1        | 8      | Yang Chang        | Cina          | 1'04"99 |      |
| 12   | 1        | 2      | Sydney Pickrem    | Canada        | 1'05"08 |      |
| 13   | 2        | 7      | Thea Blomsterberg | Danimarca     | 1'05"22 |      |
| 14   | 1        | 7      | Imogen Clark      | Gran Bretagna | 1'05"40 |      |
| 15   | 2        | 1      | Benedetta Pilato  | Italia        | 1'05"46 |      |
| 16   | 2        | 8      | Charlotte Bonnet  | Francia       | 1'05"51 |      |

### Finale
| Pos. | Corsia | Atleta           | Nazionalità | Tempo        | Note |
| ---- | ------ | ---------------- | ----------- | ------------ | ---- |
|      | 4      | Lilly King       | Stati Uniti | 1'02"67      |      |
|      | 6      | Tes Schouten     | Paesi Bassi | 1'03"90      |      |
|      | 8      | Anna Elendt      | Germania    | 1'04"05      |      |
| 4    | 7      | Tang Qianting    | Cina        | 1'04"06      |      |
| 5    | 2      | Lara van Niekerk | Sudafrica   | 1'04"12      |      |
| 6    | 3      | Reona Aoki       | Giappone    | 1'04"30      |      |
| 7    | 1      | Mai Fukasawa     | Giappone    | 1'04"48      |      |
| DSQ  | 5      | Rūta Meilutytė   | Lituania    | Squalificata |      |